# Jevgenij Rudakov
Jevgenij Vasilevitj Rudakov(ukrainska: Євген Васильович Рудаков, ryska: Евгений Васильевич Рудаков, Jevgenij Vasiljevitj Rudakov), född den 2 januari 1942 i Moskva, Ryska SSR, Sovjetunionen, död 21 december 2011 i Kiev, Ukraina, var en sovjetisk fotbollsspelare som medverkade i det sovjetiska landslaget som tog OS-brons i fotbollsturneringen vid de olympiska sommarspelen 1972 i München.